# Vlag van Ermelo

Vlag van de gemeente Ermelo
(sinds 1973)

Vlag van Ermelo
(1971-1973)

Niet-officiële vlag
(tot 1971)

De vlag van Ermelo is sinds 26 juni 1973 de gemeentelijke vlag van de Gelderse gemeente Ermelo. 
De vlag heeft een blauwe achtergrond met boven en onder een smalle gele baan. Links in de blauwe baan is een pauw afgebeeld en rechts een Maltezer kruis. De kleuren, de pauw en het kruis zijn afkomstig van het gemeentewapen van 1972.

## Eerdere vlaggen

### Vlag van 1971
Op 7 april 1971 nam Ermelo een vlag aan die was ontworpen door de Hoge Raad van Adel. Deze vlag kan als volgt worden beschreven:
Drie banen van geel, blauw en geel met een hoogteverhouding van 1:4:1, met op de blauwe baan in geel vrouwe Justitia met in de rechterhand een zwaard en een weegschaal, de linkerhand rustende op een lictorenbundel.
De afbeelding op de vlag komt overeen met die op het gemeentewapen.

### Officieuze vlag
Sierksma beschrijft in 1962 een niet-officiële vlag als volgt:
Twee evenhoge banen van geel en blauw, met een, tot de hoogte van een baan verlengde witte broek waarop het gemeentewapenschild, gedekt door een kroon met vijf bladen en vijf paarlen.
De kleuren van de vlag zijn ontleend aan het gemeentewapen uit 1816. De markiezenkroon die op het wapen is geplaatst is nooit aan de gemeente verleend.

## Verwante afbeeldingen

Wapen van Ermelo (1972)
Wapen van Ermelo (1816)

Aalten ·
Apeldoorn ·
Arnhem ·
Barneveld ·
Berg en Dal ·
Berkelland ·
Beuningen ·
Bronckhorst ·
Brummen ·
Buren ·
Culemborg ·
Doesburg ·
Doetinchem ·
Druten ·
Duiven ·
Ede ·
Elburg ·
Epe ·
Ermelo ·
Harderwijk ·
Hattem ·
Heerde ·
Heumen ·
Lingewaard ·
Lochem ·
Maasdriel ·
Montferland ·
Neder-Betuwe ·
Nijkerk ·
Nijmegen ·
Nunspeet ·
Oldebroek ·
Oost Gelre ·
Oude IJsselstreek ·
Overbetuwe ·
Putten ·
Renkum ·
Rheden ·
Rozendaal ·
Scherpenzeel ·
Tiel ·
Voorst ·
Wageningen ·
West Betuwe ·
West Maas en Waal ·
Westervoort ·
Wijchen ·
Winterswijk ·
Zaltbommel ·
Zevenaar ·
Zutphen